# Radio Télévision Dounia
Radio Télévision Dounia est un groupe de presse nigérien dont le siège se situe à Niamey.
Le groupe a commencé à émettre le 26 février 2007 sur les fréquences 89 MHz (radio) et 527.25 MHz (télévision).
Il est dirigé par Abibou Garba.